# 太阳灶

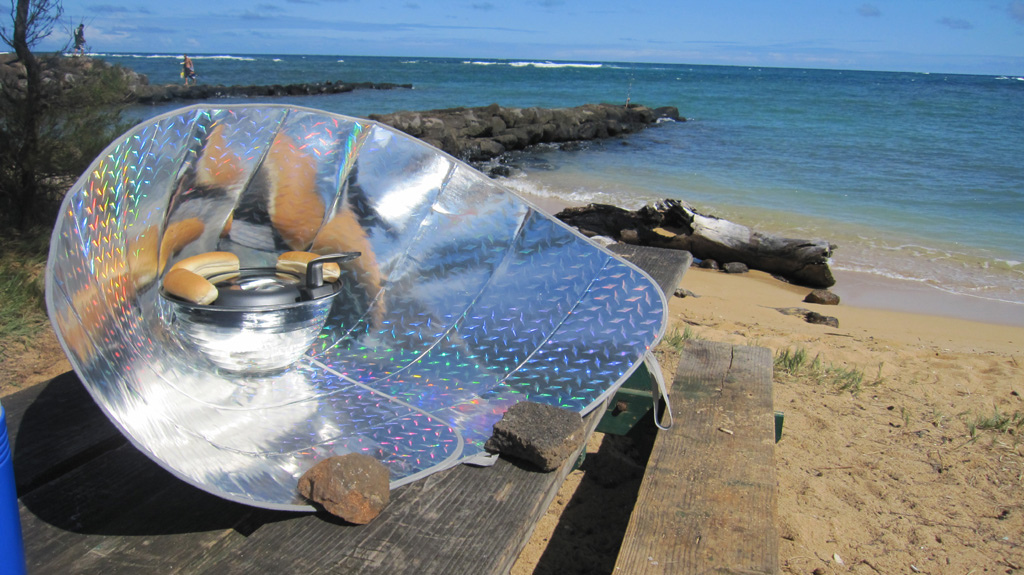
軟式漏斗形太阳灶烹饪的热狗

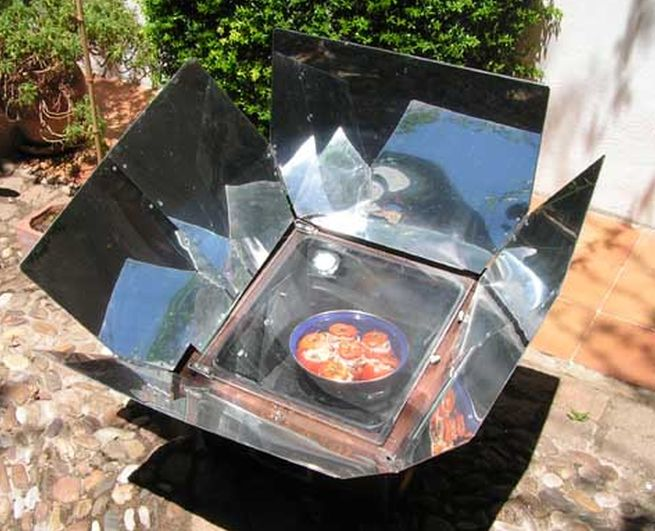
固定式太阳灶

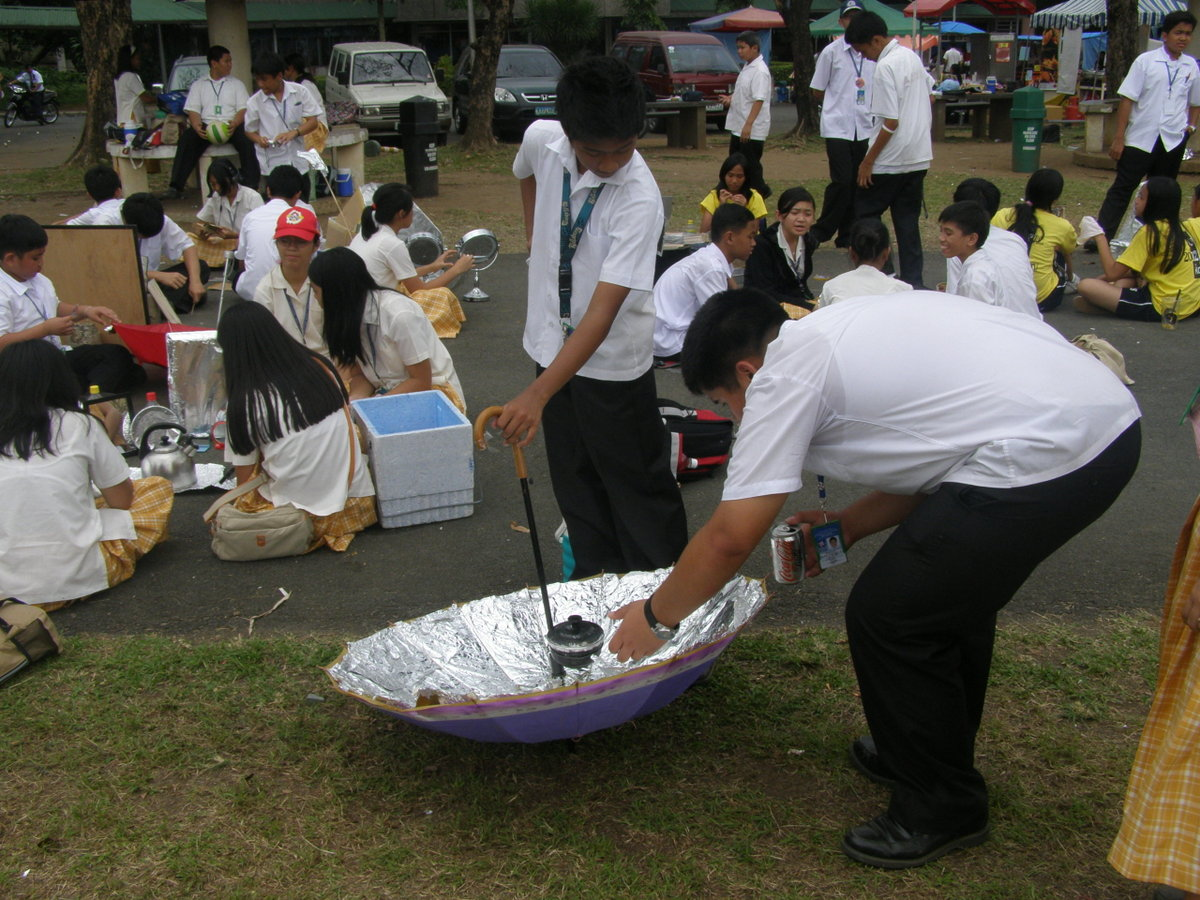
学生们使用利用一把伞建造的太阳灶进行实验。

太阳灶是一种利用直接的太阳光能源来进行食物加热或烹饪，或饮料的巴斯德消毒的装置。主要有两种不同的太阳灶：集中式和盒式。目前使用的许多太阳能灶都是相对便宜的低科技设备，虽然有些功能与传统炉灶具一样强大或昂贵，而先进的大型太阳灶可以为数百人烹饪。由于它们不使用燃料并且无需任何操作费用，因此许多非营利组织正在全球推广其使用，以帮助降低燃料成本（特别是在货币互惠性较低的情况下）和空气污染，并且被用来缓解由于收集木柴烹饪而导致的森林砍伐和沙漠化。
太阳灶最早被记录由Horace-Bénédict de Saussure于1767年发明。
太阳灶的存在许多类型，包括抛物面太阳灶，太阳能烤箱，和面板灶具等等。